# 青色耳孔鯰
青色耳孔鯰，為輻鰭魚綱鯰形目甲鯰科的其中一種，為熱帶淡水魚，分布於南美洲巴西東南部聖弗朗西斯科河支流Prata河流域，體長可達4.9公分，棲息在森林覆蓋、沙石底質、水質清澈的溪流底層水域，以藻類及有機碎屑為食，生活習性不明。

## 扩展阅读
維基物種上的相關：青色耳孔鯰